# Aarburg
Aarburg é uma comuna da Suíça, no Cantão Argóvia, com cerca de 6.558 habitantes. Estende-se por uma área de 4,41 km², de densidade populacional de 1.487 hab/km². Confina com as seguintes comunas: Oftringen, Olten (SO), Rothrist, Starrkirch-Wil (SO).
A língua oficial nesta comuna é o Alemão.